# Sphenorhina nigrotarsis
Sphenorhina nigrotarsis is een halfvleugelig insect uit de familie schuimcicaden (Cercopidae). De wetenschappelijke naam van deze soort is voor het eerst geldig gepubliceerd in 1853 door Victor Antoine Signoret.